# Frente de Acción Patriótica
El Frente de Acción Patriótica (Portugués: Frente de Ação Patriotica) es un partido político de Mozambique. En las elecciones legislativas del 1 y 2 de diciembre de 2004, el partido fue la parte principal de la alianza electoral Renamo-UE, que ganó un 29,7% del voto popular y 90 de cada 250 personas. El candidato presidencial de esta alianza, Afonso Dhlakama, ganó un 31,7% del voto popular.
- Datos: Q4120932